# العابد (صاروخ)
صاروخ العابد هو أول صاروخ من صنع عربي صُنِعَ ليحمل الأقمار الصناعية إلى مداراتها في الفضاء الخارجي، صنعته هيئةُ التصنيع العسكري العراقية، بقدرات عراقية خالصة 100 % وأُطْلِق وجُرِّبَ بنجاح سنة 1988.
إطلاق هذا الصاروخ اختباريًا في يوم 5 كانون الأول/ديسمبر 1989 من قاعدة الأنبار الجوية، سبق هذه التجربة تجربتين فاشلتين، في الأولى انفجر الصاروخ بعد الإطلاق مباشرة وفي الثانية انفجر الصاروخ قبل إتمام المرحلة الأولى.  ولم يعلن العراق عن هذا الصاروخ إلا في 14 من نفس الشهر. وهذا الصاروخ من فئة الصواريخ الاستراتيجية، مداه يصل إلى نحو 2000 كيلو متر أو أقل بقليل. في الأساس هو صاروخ مخصص للاتصالات والاستطلاع، ولكنه معد أيضا لكي يحمل قمرًا صناعيًا.
يتكون هذا الصاروخ من ثلاثة مراحل، ويصل وزنه إلى حوالى 48 طن، وقد صُمِّمَ بحيث يتحمل وزن حتى 70 طن عند الإقلاع، يتكون بدن الصاروخ من سبيكة من 5 صواريخ الحسين و(الفتح). اعتبر من أفضل الأسلحة العراقية.

## وصلات خارجية
- فيديو إطلاق صاروخ العابد على يوتيوبعلى اليوتيوب.
- أول صاروخ عربي يُطلق للفضاء: تعليقات من الفريق حازم